# World of Tanks
World of Tanks è un videogioco multiplayer di massa gratuito, con contenuti premium a pagamento, sviluppato in Bielorussia dalla società Wargaming.net, sulle battaglie fra carri armati del periodo compreso fra gli anni '10 e gli anni '70.
Il gioco è incentrato sulle battaglie tra giocatori divisi in due squadre che si scontrano in un campo di battaglia, ogni giocatore comanda attraverso le periferiche della piattaforma il proprio veicolo e dovrà cercare di distruggere i carri nemici e/o conquistare la base avversaria.

## World of Tanks Blitz
È stata sviluppata una versione ridotta del gioco (World of Tanks Blitz), inizialmente per dispositivi mobili iOS e Android, ma poi pubblicata anche sullo store Microsoft per Windows 10 (Mobile e PC). Da Marzo 2016 è disponibile anche per Mac OS X.
Nel gioco sono presenti sette nazioni (USA, Germania, URSS, Regno Unito, Giappone, Cina,  Francia e un albero tecnologico europeo: Italia, Svezia, Polonia, Repubblica ceca e Finlandia), più di 300 carri e diverse mappe simili a quelle su PC, ma con un'ampiezza ridotta ed un minor numero di strutture e dettagli. Sono stati recentemente aggiunti gli alberi tecnologici italiano, polacco, svedese. Inoltre sono presenti le artiglierie di qualsiasi Paese,  mancano alcune linee di carri delle nazioni presenti.
Il gioco subisce continui aggiornamenti e gli sviluppatori stanno aggiungendo sempre più funzionalità.

## Modalità di gioco
Il gioco è composto da due squadre ognuna da 15 giocatori, le modalità di gioco disponibili sono:
- Battaglia standard: In questa modalità ciascuna squadra ha una base, l'obiettivo è catturare la base nemica o eliminare tutti i veicoli nemici entro 15 minuti.
- Predominio: In questa modalità è presente un'unica base neutrale, che dev'essere conquistata da una delle due squadre.
- Assalto: Nella modalità Assalto una squadra deve difendere la propria base, mentre l'altra squadra, priva di base, cerca di conquistare la base difesa entro i 10 minuti di gioco.
- Team battle: Modalità che era stata introdotta nell'aggiornamento 8.11, che prevede squadre di carri armati della stessa nazione (ad esempio Germania contro URSS). Sono esclusi i carri armati giapponesi e cinesi in quanto non hanno un sufficiente numero di carri. La modalità è stata rimossa nel successivo aggiornamento 9.0 per motivi di bilanciamento.
- Altre modalità: Troviamo poi altre modalità legate alle Clan War (attuabili solo dai clan) e la modalità Compagnia Carri
- Battaglia di addestramento: Si tratta di un particolare tipo di battaglia dove non ci sono restrizioni sui livelli, solitamente viene aperta una stanza da un giocatore esperto che poi potrà istruire i novizi al gioco. In questa modalità non si hanno costi di riparazione dei veicoli e, al termine della battaglia, non si ottengono né crediti né esperienza; il rifornimento di munizioni e di consumabili è invece a pagamento tramite crediti come nelle battaglie normali.
- Fortezza: Nuova modalità introdotta nell'aggiornamento 9.2, che prevede in una Fortezza del proprio clan, guadagnando merci per lo sviluppo dei vari edifici presenti in questa modalità.

Per le modalità Team Battle, Clan War, Compagnia Carri e Fortezza il livello minimo richiesto per partecipare è il VI (livello 6)
Ciascuna modalità può essere vinta tramite l'eliminazione di tutti i carri nemici o attraverso la conquista della base avversaria.

## Veicoli
Tutte le classi sono divise in 10 livelli (I-X), sono in tutto 707. Parte dei veicoli riproducono carri armati realmente esistiti, sviluppati immediatamente prima, durante e immediatamente dopo la seconda guerra mondiale, con alcune eccezioni, come la presenza di carri che sono rimasti allo stato di prototipo e non prodotti in serie o veicoli che non sono mai stati realizzati ma soltanto progettati o altri anche solo approssimativamente ipotizzati, basati comunque su fonti storiche.
Dei carri armati presenti in gioco, non tutti sono sbloccabili gratuitamente, i veicoli denominati in gioco come "premium", sono utilizzabili esclusivamente attraverso il loro acquisto per mezzo della moneta di W.O.T., i "Gold" acquistabili con denaro reale o attraverso missioni, attività di clan war o competizioni di e-sports. Alcuni carri premium vengono regalati dai produttori del gioco a tutti gli iscritti in caso di ricorrenze particolari o a determinati utenti che abbiano conquistato risultati significativi nelle Clan Wars oppure vincitori di contest promossi dalla Wargaming.
I veicoli sono suddivisi per nazione, Germania, Unione Sovietica, Francia, Stati Uniti, Cina, Regno Unito, Giappone, Cecoslovacchia, Svezia, Polonia e Italia. Ogni nazione ha un suo albero tecnologico che permette lo sblocco dei carri tramite esperienza ottenuta durante le partite. Le classi dei veicoli disponibili sono 5 (alcune nazioni non hanno accesso a tutte le classi): leggeri, medi, pesanti, cacciacarri e semoventi d'artiglieria. Ciascuna classe è a sua volta suddivisa in "Tier" (livelli) che possono andare da uno a dieci denominati in numeri romani. A partire dal livello VI i veicoli hanno un ruolo assegnato: carro versatile, da supporto, da assalto, da sfondamento, cecchino, autoblindo leggero e artiglieria semovente.

### Carri leggeri
Sebbene i primi veicoli disponibili siano piuttosto lenti, i carri leggeri sono provvisti di motori capaci di trasportarli a grande velocità nel campo di battaglia e di un coefficiente di mimetismo molto alto. Il loro compito principale è di svolgere ricognizione per la propria squadra (scout), più precisamente per le artiglierie a cui possono segnalare la posizione dei bersagli da attaccare. Altri compiti dei veicoli leggeri, seppur più ardui, sono quelli di infiltrarsi dietro le linee nemiche al fine di poter danneggiare e distruggere le artiglierie avversarie, di distrarre i veicoli pesanti e di cacciare i carri nemici in modo da facilitare gli alleati nell'avanzata. I carri leggeri vantano come già detto di velocità maggiori degli altri mezzi ma non sono provvisti di corazza o blindatura sufficienti per ingaggiare combattimenti contro corazzati pesanti e medi. I veicoli più agili sono le autoblinde francesi Panhard EBR, unici veicoli provvisti di ruote.

### Corazzati medi
Il loro ruolo principale è di attaccare in gruppi i corazzati pesanti isolati facendo leva su maggior agilità e manovrabilità per colpire fianchi e blindatura posteriore del bersaglio. A differenza dei carri leggeri i carri medi sono perfettamente in grado di ingaggiare bersagli pesantemente armati e corazzati. Inoltre alcuni carri medi, come, ad esempio, il Panzer III/IV, sono sufficientemente veloci e manovrabili per attuare opera di ricognizione e cacciare artiglierie avversarie dietro le linee nemiche. Alcuni di questi, soprattutto a livello VIII-X, sono dei carri da combattimento degli anni '50 - '70.

### Corazzati pesanti
Molti li considerano la spina dorsale di ogni squadra. Hanno il compito di coprire la prima linea, assorbendo i danni nemici e permettendo a carri medi e/o carri pesanti più veloci di aggirare i nemici mentre sono concentrati su di loro. Ultimo ma non meno importante compito di un corazzato pesante, nel caso sia caratterizzato da agilità e velocità è quello di supportare un gruppo di corazzati medi nelle operazioni offensive che richiedono rapidità. Tra questi ci sono anche dei carri superpesanti come il TOG 2 e il Panzer VIII Maus.

### Cacciacarri
Questi particolari carri armati sono in genere progettati a partire da analoghi carri regolari.
Dispongono delle armi a fuoco diretto più potenti del gioco, la potenza di fuoco è tuttavia privilegiata a scapito della mobilità. Questi mezzi sono dotati di torretta fissa oppure presentano il cannone direttamente nello scafo. L'assenza di torretta diminuisce l'altezza e, di conseguenza, le probabilità di essere individuati e colpiti. Solitamente, sono facili bersagli per carri agili e veloci che possono facilmente fiancheggiarli. Sono ottimi per tendere imboscate a corazzati di ogni tipo, siano essi leggeri (come l'Hetzer) o pesanti (come lo Jagdpanzer VI Jagdtiger e il T28). Pochi cacciacarri hanno la torretta girevole, più lenta a ruotare rispetto a un carro leggero o medio, come l'M10 Wolverine o l'M18 hellcat

### Artiglierie semoventi (A-SMV)
Dotati di cannoni d'artiglieria, questi mezzi cingolati hanno un grande valore strategico per la squadra in ogni battaglia, principalmente per la loro abilità di colpire il bersaglio a enormi distanze ed eludendo la maggior parte dei ripari grazie al tiro indiretto. Tuttavia la loro corazza è estremamente fragile e quindi sono vulnerabili agli attacchi di veloci corazzati leggeri. A partire dal livello VI viene specificato il loro ruolo di artiglieria semovente.

### Carri élite
Un carro viene ricompensato con il titolo Elite una volta che tutti i moduli da esso utilizzabili e i carri immediatamente successivi sono sbloccati attraverso l'esperienza. Questi carri possono applicare, a differenza degli altri, tutta l'esperienza acquisita in battaglia nell'addestramento dell'equipaggio. Inoltre è possibile convertire l'esperienza con essi accumulata, tramite gold, per essere poi utilizzata su altri carri.

## Riconoscimenti
World of Tanks ha inoltre conseguito un primato del Guinness World Record nella categoria del maggior numero di giocatori connessi allo stesso momento in un server di un MMO. Il record è stato registrato il 21 gennaio 2013 con 190 541 giocatori online connessi a un server russo, battendo il record precedente del 13 aprile 2012 (105 000 giocatori).
World of Tanks ha ricevuto il Golden Joystick Awards come Miglior MMO nel 2012 e Miglior gioco online nel 2013.